# SE.3200 黃蜂直升機
SE.3200 黃蜂（法語：Frelon)是一款由SNCASE於1950年代末期為提供法國陸軍、空軍和海軍使用所研製的通用直升機。該機共建造兩架原型機，隨後該項目被放棄，並轉而採用法國航太SA 321超級黃蜂式直升機。

## 發展
SNCASE SE.3200 Frelon是一款設計用以取代SNCASE許可製造的H-34 喬克托直升機的重型直升機。
此規格要求飛機總重小於5噸。 原型機採用三具Turbomeca Turmo IIIB渦輪發動機，以避免引擎故障的所有風險，而量產機預計採用Turmo IIC。
黃蜂的機尾是雙開門，打開後可以容納車輛駛入。其能夠運載輕型車輛/24名裝備齊全的士兵，作為醫療後送，則可運載15具擔架和兩名醫護人員。
該機共有兩架原型機，並於1959年6月10日在巴黎－勒布爾熱機場首飛。